# Creagrutus beni
Creagrutus beni és una espècie de peix de la família dels caràcids i de l'ordre dels caraciformes.

## Morfologia
- Els mascles poden assolir 7,3 cm de llargària total.[4]

## Hàbitat
Viu en zones de clima tropical entre 22 °C - 26 °C de temperatura.

## Distribució geogràfica
Es troba a Sud-amèrica: Argentina i conca del riu Madeira al nord-est de Bolívia.